# 湯姆·薩克里
強納森·湯普森·瓦頓·薩克里（英語：Jonathan Thompson Walton Zachary，1896年5月7日—1969年1月24日）為前美國職棒大聯盟的投手。

## 職棒生涯

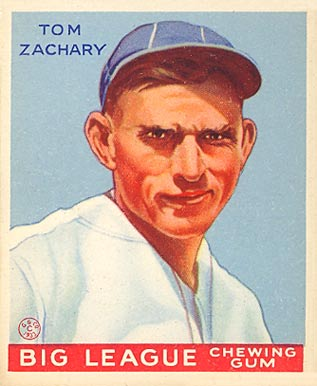
1933年的薩克里

薩克里19年的棒球生涯待了7支球隊，其中華盛頓參議員待了8個球季。
薩克里在1927年被貝比·魯斯打出他的單季第60轟，隔年他加入洋基，成為魯斯的隊友，並且在世界大賽第三戰擊敗聖路易紅雀，最後拿下該年世界大賽冠軍。
他在1929年投出單季12勝0敗，締造了大聯盟紀錄（為大聯盟單季拿到最多勝投，但仍沒吞敗的投手）。
薩克里的打擊能力也很出色，他的生涯打擊率為2成26，並敲出6轟與112分打點。1926年和1928年，他曾分別締造生涯新高的14分打點與3成06打擊率。

## 外部連結
- 球員資訊和成績在MLB ，ESPN，Retrosheet ，Baseball Reference ，Baseball Reference (Minors) ，Fangraphs，The Baseball Cube （英文）